# Pattern: napoli2526h1
|voce = Kit body.svg